# B-36 (航空機)
B-36
飛行するB-36J
- 用途：戦略爆撃機、偵察機
- 分類：爆撃機
- 製造者：コンソリデーテッド・ヴァルティー社
- 運用者： アメリカ陸軍航空軍、空軍
- 初飛行：1946年8月8日
- 生産数：384機
- 生産開始：1948年
- 運用開始：1948年
- 退役：1959年2月12日
- 運用状況：退役
- ユニットコスト：410万米ドル（B-36D）[注釈 1]
- 派生型：XC-99、NB-36H、X-6

B-36（英語: Consolidated Vultee B-36 "Peacemaker"）は、アメリカ合衆国のコンヴェア社が開発しアメリカ空軍で運用された戦略爆撃機である。
正式な愛称は存在しないが、公式な場でもしばしば「ピースメイカー (Peacemaker　平和主義者)｣との表現がなされ、これが半ば公式な呼称となっている。他には「コンカラー (Conqueror    征服者)」、「ビッグスティック (Big Stick)」などとも呼ばれた。

## 概要

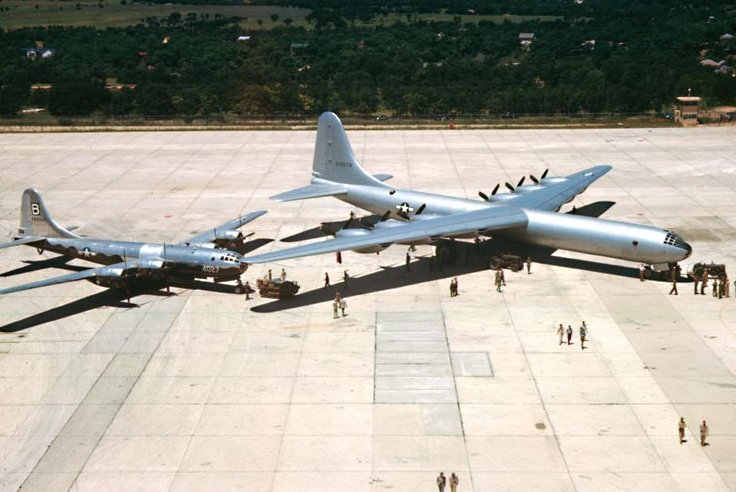
B-29と並ぶ試作機

B-36は第二次世界大戦中に計画された爆撃機であるが、1945年9月に第二次世界大戦が終結したため開発が急がれず、初飛行は戦争終結後の1946年8月8日であった。生産は1948年から開始されて最終的には1954年まで行われている。
部隊配備は1948年から開始され、冷戦の初期段階において、空軍の戦略航空軍団(SAC)における主力爆撃機となった。しかし、1952年には後継となる大型ジェット爆撃機のボーイングB-52が初飛行し、1955年に配備が開始されたため、B-36は1959年には退役した。このため、活動した期間は10年前後と短い。
現役時代に起きた大戦争としては朝鮮戦争があったが、本機は全てが核戦争勃発時の主力核爆弾搭載機として温存が図られた。そして、すでに当時は遷音速で巡航できるジェット戦闘機の時代であり、実際に朝鮮戦争に投入されたB-29や、B-50などのレシプロ機は、飛行速度の遅さによりMiG-15などによる被撃墜が相次いだ。そのため、高価で貴重なB-36に対する同様の被害が懸念され、戦略爆撃機としての実戦投入はされなかった。
空前絶後の大型機であるB-36は運用が容易ではなく、かつ高価な機体であった。その製造予算獲得は空軍と海軍の対立を生み、“提督たちの反乱”と呼ばれる状況に至った。
空軍は航空母艦と艦載機の組み合わせよりも大型爆撃機たるB-36の方が核兵器を用いた戦略攻撃に有利と主張し、もう一方の海軍はB-36を“10億ドルの失敗“と強く批判している。海軍はAJ サヴェージやA3Dスカイウォーリアーといった核兵器運用能力を持った大型攻撃機を開発したが、既存の空母では運用に困難があり、格納庫に入れられず露天係止したり、発艦（離陸）しか行えず着陸は陸上基地で行うといった運用を余儀なくされ、これら機体を完全に運用するには、より大型の空母の建造が必要不可欠であった。結局、空海軍の争いは前者が勝利する形となり、B-36の生産は継続される一方、1949年には大型空母「ユナイテッド・ステーツ」が建造中止となった。その後、朝鮮戦争での戦訓から海軍では再び大型空母建造の機運が生じ、一方の空軍も後継となる大型ジェット戦略爆撃機を開発した。しかし、両者ともそれらでは通常兵器の運用が主となり、核攻撃任務は海軍では戦略ミサイル原潜が、空軍は大陸間弾道ミサイルが主力となっていく。
なお、前述の計画の要求仕様にあった“10,000ポンド(ten-thousand Pounds)の爆弾を積んで10,000マイル(ten-thousand miles)”を飛行できる”から、"ten-ten-Bombers"（テンテンボマーズ）もしくは"10×10 Bombers"（テンバイテンボマーズ）という言葉が生まれ、B-36の通称ともなった。以後も "ten-ten-Bombers（10×10 Bombers）"の名はアメリカ戦略空軍の装備する長距離戦略爆撃機の通称として用いられることになる。

## 構成
B-36は細長い胴体に後退角の付いた長大な主翼を持ち、その全長は約50メートル、翼幅は70メートルに達する。与圧された乗員区画は前部と後部にあり、前部は操縦席および航法/無線/爆撃手が、後部は機銃手が配置された。また、後部乗員区画にはベッドとトイレが備えられている。なお、このトイレは仕切りがついていない剥き出しのものであった。更に長時間の飛行のために調理場が設置されていたが後期型では撤去されている。前部区画と後部区画の間はB-29同様の連絡用トンネルで結ばれていた。試作機のXB-36では機内が広くなっていたが、次第に量産機へ移行しジェット動力が追加されると電子機器が内部に追加された。こうして通路は狭くなり前傾姿勢で移動する場所が増えたため搭乗員は小柄な人が選ばれるようになった。また、操縦席からすぐ後ろにある爆弾層には当時の核爆弾を起爆させるための操作を行う為に専用のスペースが設けられていた。
B-29並びにB-50と同様に射出座席は装備されておらず、搭乗員は緊急時には落下傘で脱出する手筈になっていた。更に不時着水の際には搭載された救命艇で逃げるようになされていた。
長大な主翼には大量の燃料タンクを内蔵しており、エンジンを半埋込式に搭載していることもあって、翼厚はもっとも厚いところで2.3メートルほどもあり、点検および整備の際には爆弾倉に設けられた通路（前述の前後乗員区画連絡用トンネルとは異なる）から翼内のエンジン収容部および主脚収容部に到達することができた 。ただし、この通路は与圧区画外のため、移動は地上駐機時および与圧を必要としない高度を飛行している場合に限られた。
エンジンおよびプロペラは主翼の後方に向けて取り付けられている、推進式と呼ばれる形式である。一基あたり約3,000 - 4,000馬力を発揮する四重星型28気筒のレシプロエンジンを6基搭載し、これは実用化されたプロペラ機としては当時世界最大であったが、それでも推力が不足気味であったため、最初の実用型の就役後に開発されたばかりのジェットエンジン（推力：5,200重量ポンド）を左右の主翼下に各2基ずつ、計4基をパイロンで吊り下げて追加し、空前絶後の10発爆撃機となった。このレシプロ6発+ジェット4発の推力により、150トン近い離陸重量で高度10,000メートルを最高速度700 km/hで飛行することが可能で、爆装しない場合であれば最大15,000キロメートルあまりの航続距離が、最大爆装時でも4,000キロメートルの戦闘行動半径がある（※速度や航続距離は型によって異なる）、超長距離高速戦略爆撃機であった。

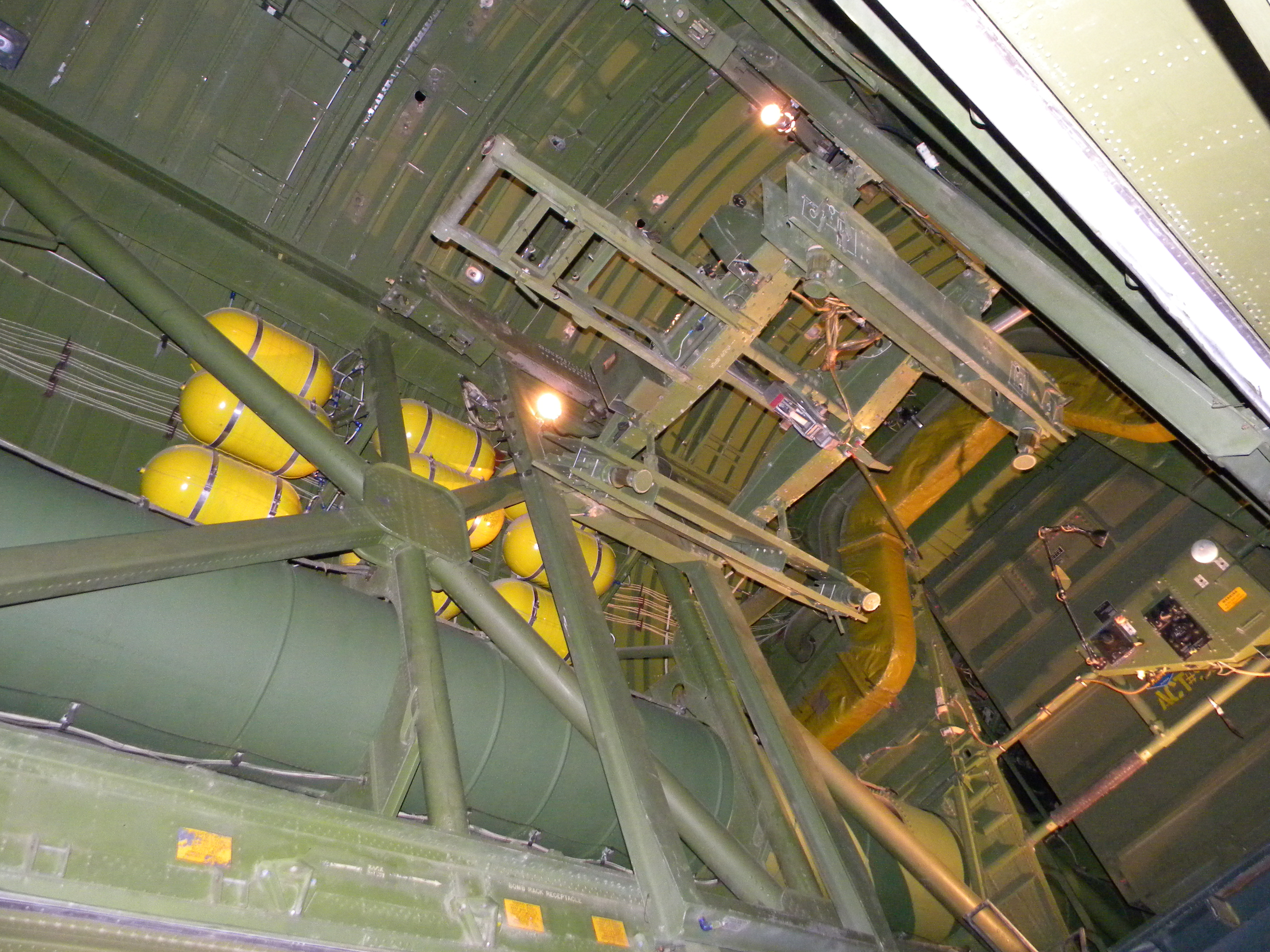
爆弾倉を下方から見上げたところ
画面奥側を左右に横断しているものが前後乗員区画連絡用のトンネル(Communication tube)

胴体の半分以上は爆弾倉であり、4つに分割された区画に合計で最大87,200ポンド (39,600 kg)の爆弾を搭載できた。これは第2次世界大戦時の主力爆撃機であるB-17の6倍以上、B-29の4倍以上の搭載量である。大量の各種通常爆弾の他、全長25フィート (7.6 m)、総重量42,000ポンド (19,000 kg)のサイズと重量を持つMark.17 水素爆弾が搭載可能であり、B-36はその就役期間においてMk.17を搭載できる唯一の爆撃機だった。

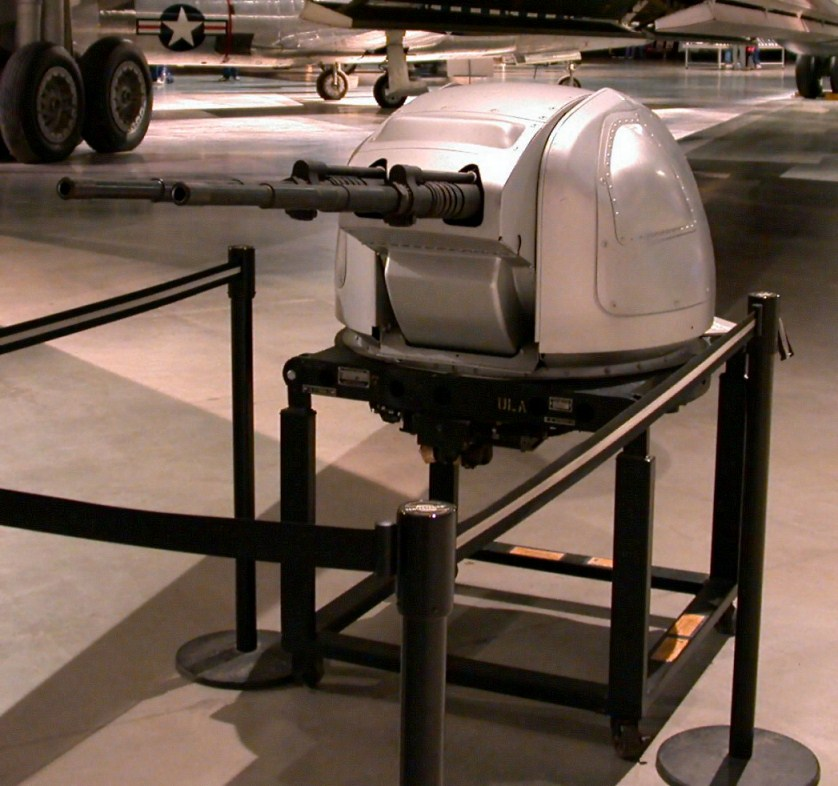
B-36に搭載された隠匿式20mm機関砲の連装銃塔

防御兵装も充実しており、機体各所に連装8基、計16門のM24 20mm機関砲を装備していた。防御兵装のうち、機体上/下面に装備されたものは使用時以外は機体内部に引き込む隠匿式となっており、使用時には機体外板をスライドドア式に開き、銃塔を展開して外部に露出させて用いる。機関砲は全て乗員区画の外にあり、乗組員区画内の射撃管制装置により遠隔操作される完全無人式であった。なお、部隊配備後に、機内収納式銃塔は展開時に空気抵抗を増大させて飛行性能を悪化させること、また機首銃座と併せて射撃時の振動で電子機器の故障や機内配線が損傷する原因となる（これは1950年11月のS/N 44-92035号機墜落の一因とされた）ことが判明し、重量を軽減して航続距離を延伸させるため、尾部銃座以外の防御武装と射撃管制装置はF型の就役以降から順次撤去されている。J型では銃塔収納部を計2,700ガロン分の機内燃料タンクとして燃料搭載量を増加させている。
巨大な機体を少しでも軽量化するため、外板にはマグネシウム合金素材を多用していた。そのため、同時代の他のアメリカ製爆撃機も同様であるが、墜落事故を起こすと跡形も無く全焼することが多かった。

## 開発

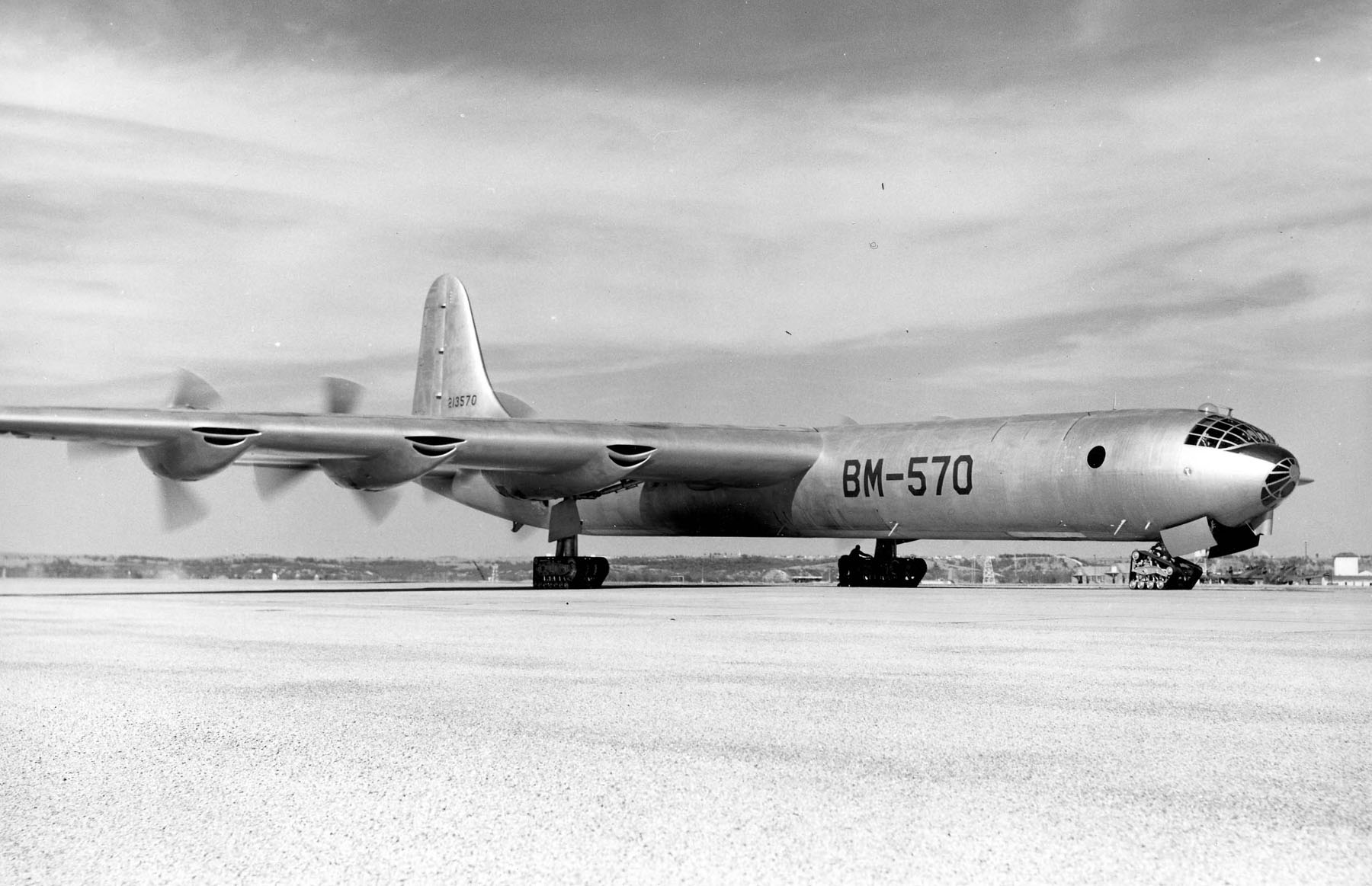
試作型 XB-36。ランディングギアは戦車の履帯に変更されている。

B-36の起源は、1941年の始め、アメリカの第二次世界大戦の参戦前まで遡ることができる。その時点では後に連合国の同盟国となるイギリスが敗北する可能性も十分考えられ、その場合、B-17やB-24などのこれまでの爆撃機では、ドイツへの戦略爆撃は不可能になることから、アメリカ本土から大西洋を横断してヨーロッパを爆撃できる新たなクラスの爆撃機が必要となるであろうと考えられた。
アメリカ陸軍航空軍(USAAC)は
- 最高速度450マイル毎時 (720 km/h)、巡航速度275マイル毎時 (443 km/h)
- 運用高度45,000フィート (14,000 m)で高度25,000フィート (7,600 m)における最大航続距離12,000マイル (19,000 km)

という超長距離爆撃機の設計コンペを1941年の4月11日に開示したが、これらは短期的には実現困難であることが分かり、8月19日には
- 巡航速度240–300マイル毎時 (390–480 km/h)
- 最大航続距離は10,000マイル (16,000 km)、10,000ポンド (4.5 t)の爆弾を搭載しての戦闘行動半径4,000マイル (6,400 km)
- 運用高度40,000フィート (12,000 m)

へと引き下げられ、これに対応する爆撃機として開発された。
1941年10月16日にボーイングおよびノースロップとの競争提案の上、コンソリデーテッド・ヴァルティ（コンヴェア）社の案が採択され、開発が開始された。コンヴェア社はB-24の生産もあり、B-36の開発はスローダウンさせられたが、最初のモックアップが1942年7月20日に完成し、設計の調査に用いられた。USAACは対日戦に用いるために、1943年7月23日に100機の量産を命じた。USAACの計画では1945年8月までの配備を目指したが、試作機の完成はポツダム宣言受諾後の1945年8月20日であり、初飛行は1946年8月8日であった。

## 運用

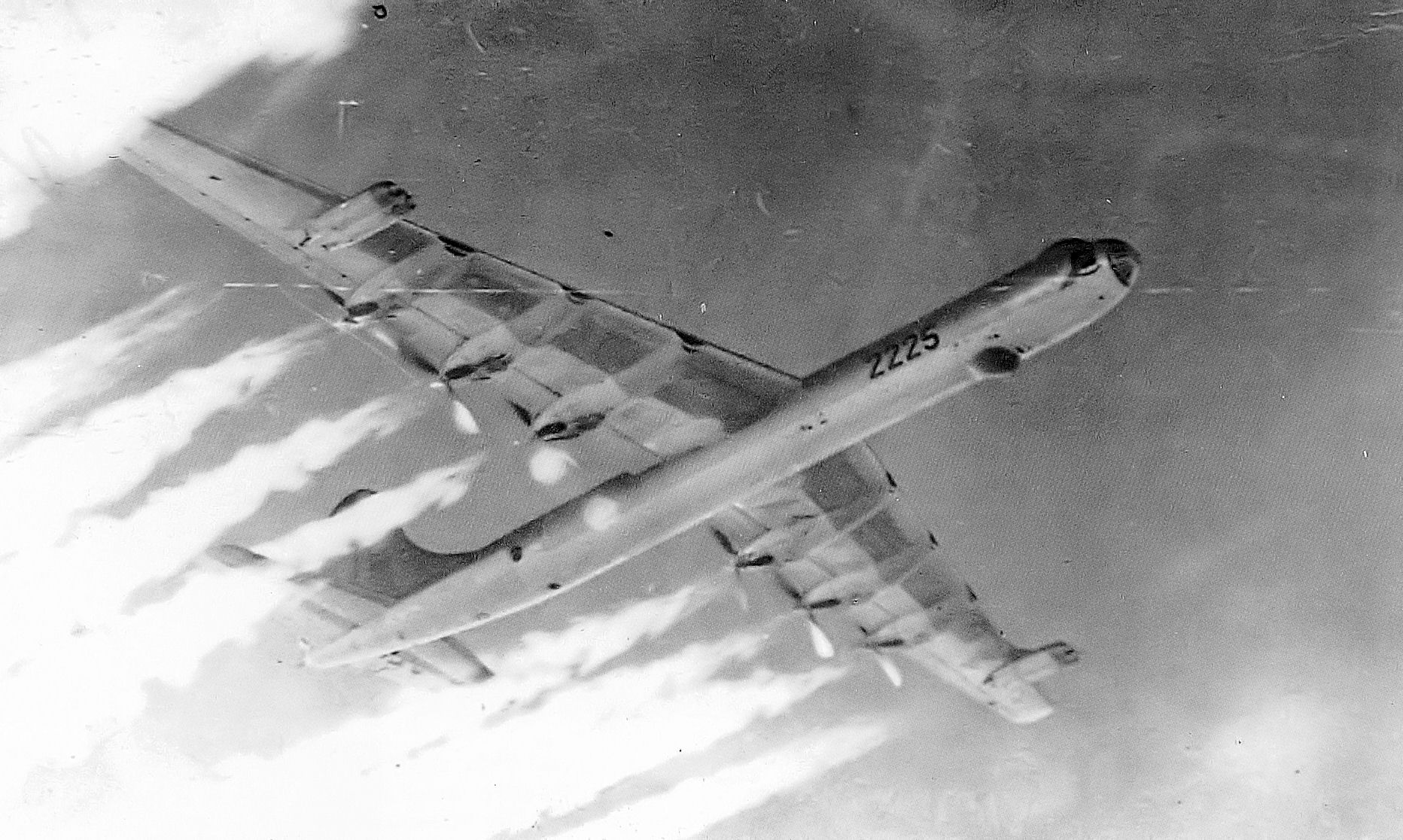
飛行するB-36J-5-CF 52-2225号機
(第11爆撃航空団所属、1955年撮影)

B-36の部隊配備は1948年6月に第7重爆撃航空団から開始された。
約10年の配備期間のあいだに、第2、8、15の各戦略空軍部隊で運用された。

## 各型及び派生型
| 型     | 生産機数 |
| ------ | -------- |
| XB-36  | 1        |
| YB-36  | 1        |
| B-36A  | 22       |
| XC-99  | 1        |
| B-36B  | 62       |
| B-36D  | 26       |
| RB-36D | 24       |
| B-36F  | 34       |
| RB-36F | 24       |
| B-36H  | 83       |
| RB-36H | 73       |
| B-36J  | 33       |
| YB-60  | 2        |
| 合計   | 385      |

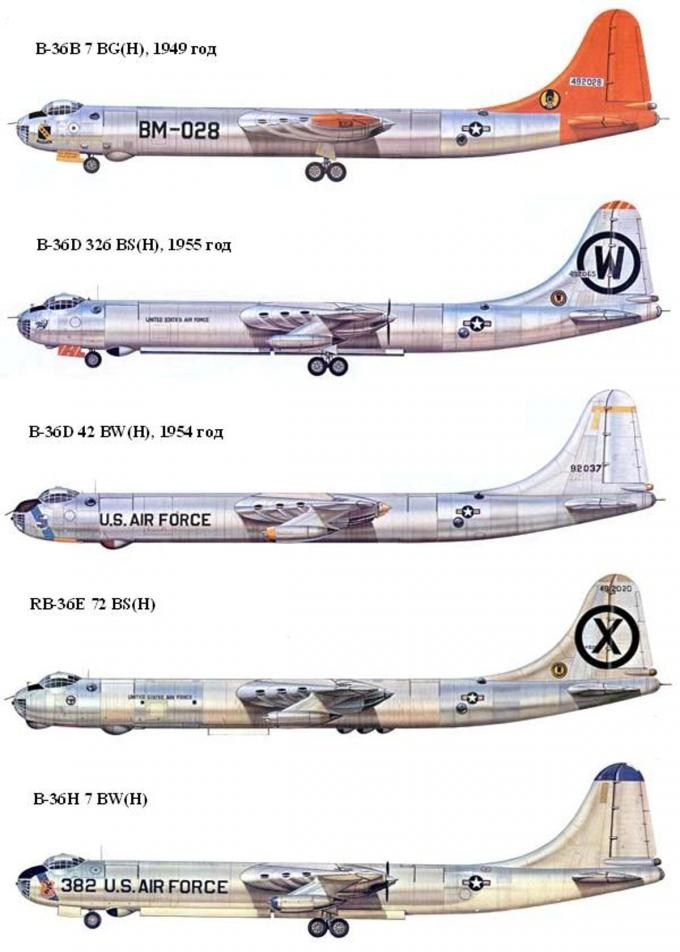
B-36 各型

B-36には、各種の派生型のほか、さまざまな試作機が存在する。

### 試作型
XB-36
試作機。R-4360-25 エンジン（3,000馬力）6基搭載、非武装。1機製造。後に全重量を支えるために大型重機のタイヤを製造しているグッドイヤー社製のシングルタイヤが取り付けられたが、使用可能な滑走路を有する基地が僅かしかなかったため、取り外して戦車の履帯をハブに繋げて運用する方式に変更された。しかし、構造が複雑になったため通常のシングルタイヤに改めて運用された。
YB-36
増加試作機。S/N 42-13571 機首形状が改良され、コックピットは上方に突き出した形状となった。1947年12月4日初飛行した後、RB-36Eの1機に改造された。
YB-36A
YB-36から改装。 YB-36のシングルタイヤ式の降着装置を4輪式に改装。後にRB-36Eに改装。
YB-36C
B-36Bの機体にR-4360-51 エンジン（4,300馬力）6基搭載、プロペラを牽引式とした機体。計画のみ、製造されず。
B-36A
乗員訓練および試験用の機体であり、非武装。1947年8月28日初飛行。22機製造。後に地上試験用の初号機の1機を除き、21機がRB-36Eに改装された。
B-36C
YB-36を量産したもの。制式番号はB-36Bと統合され、-C型という制式番号の付与された機体としては製造されなかった。

### 爆撃機型

B-36B-1-CF (s/n 44-92033)
第7爆撃航空団の所属機（1949年撮影）

B-36B
初の武装型。R-4360-41 エンジン（3,500馬力）6基搭載。62機製造されたが生産された機体の中で59機がB-36Dに改造。
B-36D
B-36Bの機体にJ47-GE-19 ジェットエンジン4基を追加装備した型。主翼端に2基ずつポッド装備されており85機製造(26機新造、59機既存機改造)。この一部はB-36Bから改装。
B-36F
B-36Dのエンジン換装型。R-4360-53 エンジン（3,800馬力）6基およびJ47-GE-19 ジェットエンジン4基搭載。13機製造で他の機体は戦略偵察型に改装。
B-36H
B-36Fの改良型。F型とほぼ同等であり、コックピット内の改良に留まる。10機製造。他に生産された機体は戦略偵察機型に改装された。他3機がミサイル搭載型であるDB-36Hに、1機が原子炉を搭載したNB-36Hに改造。
B-36J
固定武装を生産時から尾部銃座のみとし、胴体部の隠遁式銃座を廃止して燃料タンクを増設した燃料搭載量増加型。尾部銃手以外の銃手が削減されたため、乗員数も減少している。33機製造。

### 偵察機型
RB-36D
B-36Dに航空カメラを搭載した戦略偵察機型で24機製造。第1爆弾倉が与圧カメラ区画であり、ほかに電子偵察機材も搭載していた。乗員数も航空カメラの操作要員7名が追加されている。当初は核爆撃能力を有さなかったが、後に改装により付与された。この中で7機はB-36Bから発注を切り替えて当初から偵察機型として製造された。内10機がGRB-36Dへ改造された。
RB-36E
YB-36A およびB-36AをRB-36D相当に改装した型。21機製造。
RB-36F
B-36FをRB-36Dと同じ戦略偵察機型にしたもので24機改装。後に核爆撃能力が付与された。就役後には固定武装を尾部銃座のみとする改修が行われた。内1機がGRB-36Fに改造。
RB-36H
B-36HをRB-36Dと同様の戦略偵察機型としたもので73機製造。RB-36Fと同様、後に核爆撃能力が付与された。

### 実験機型
DB-36H
B-36H型3機を改装したミサイル搭載試験機。
GRB-36D
RB-36Dの派生型であり、FICON計画の寄生戦闘機（偵察機）母機としてGRF-84F サンダーストリークを胴体下に搭載した機体。10機が改装され、1955年から1957年にかけて第99戦略偵察航空団で実戦配備された。
GRB-36F(YRB-36F)
B-36Fから改装された機体で、母機能力以外の部分はGRB-36Dと同等である。試験用機体として S/N49-2707 1機が改装された。
JRB-36F
FICON計画に並行して行われていた寄生戦闘機開発計画である「トム・トム(Tom-Tom)計画」のために改造された機体。JRB-36F（S/N 49-2707）1機が改造されて試験に用いられたが、問題が多く、危険性が大きいとして計画は中止された。
NB-36H
原子力推進爆撃機の研究機で、実際に動力とはしなかったが、原子炉が機内に設置されていた。将来的にはコンベア社は原子力推進試験機であるX-6を開発するデータ集積に使う予定であったが、こちらの計画は破棄された。

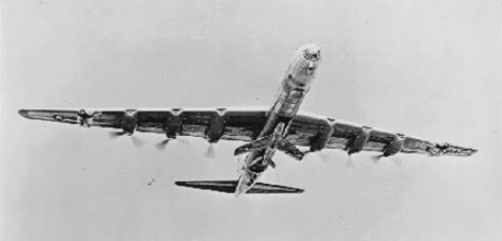
YF-84Fを吊り下げて飛行するGRB-36F
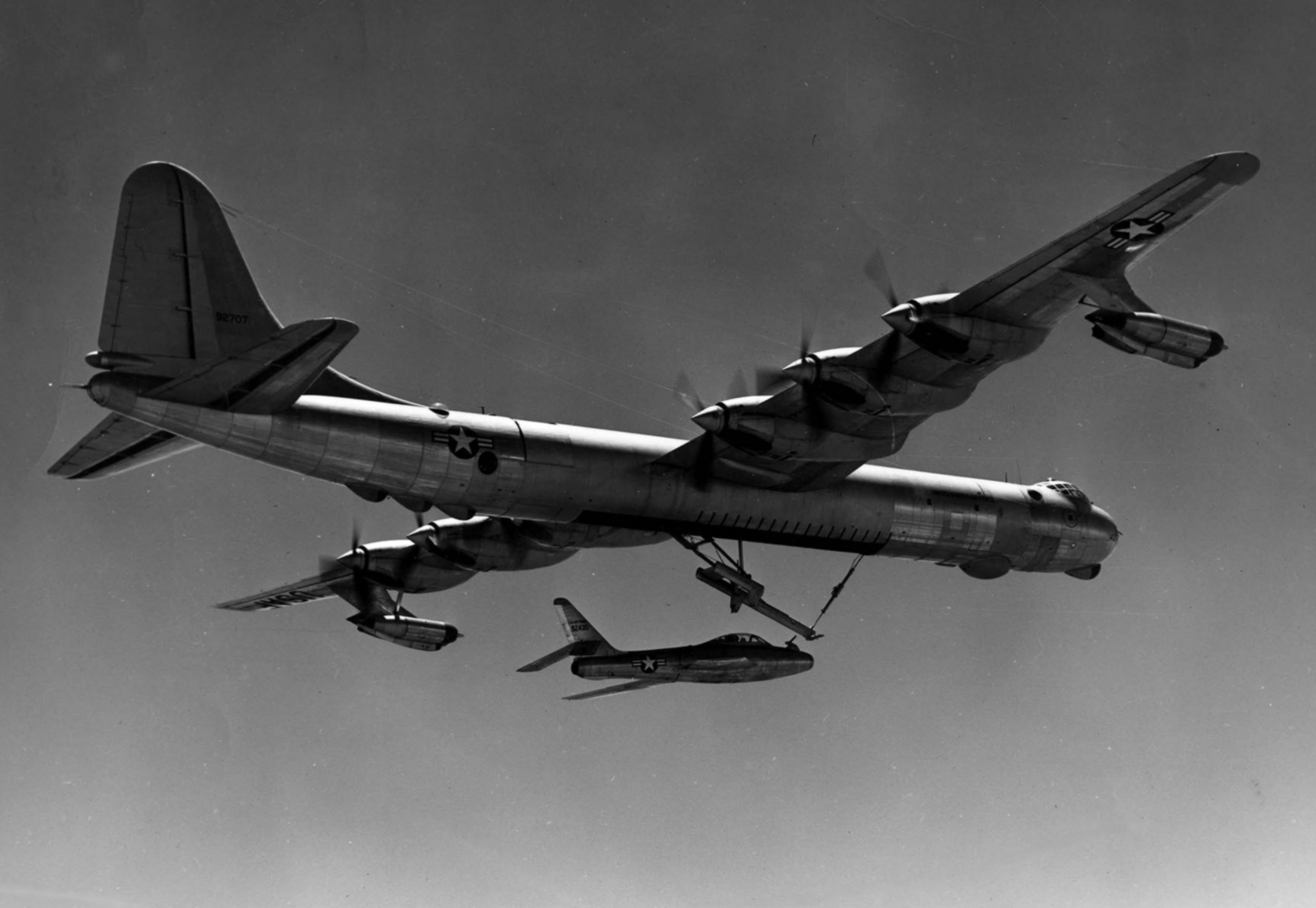
YF-84 分離試験中のFGRB-36F
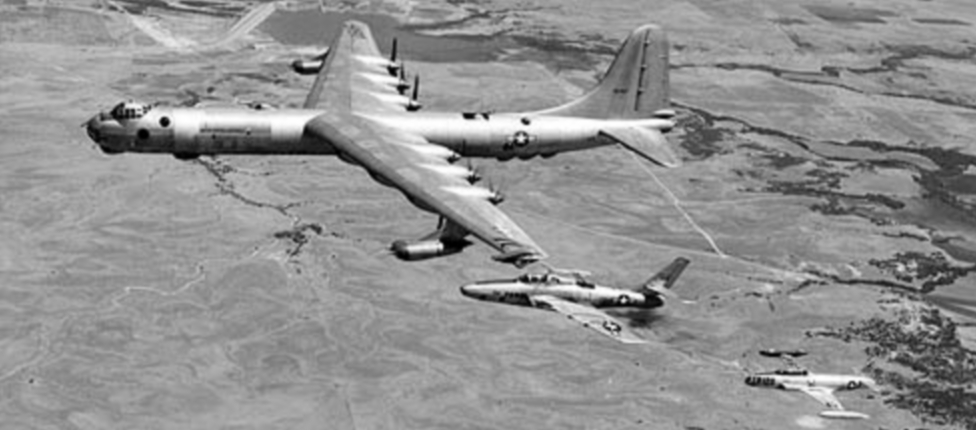
トムトム計画においてYRF-84F (s/n 51-1848)と空中結合して飛行中のJRB-36F
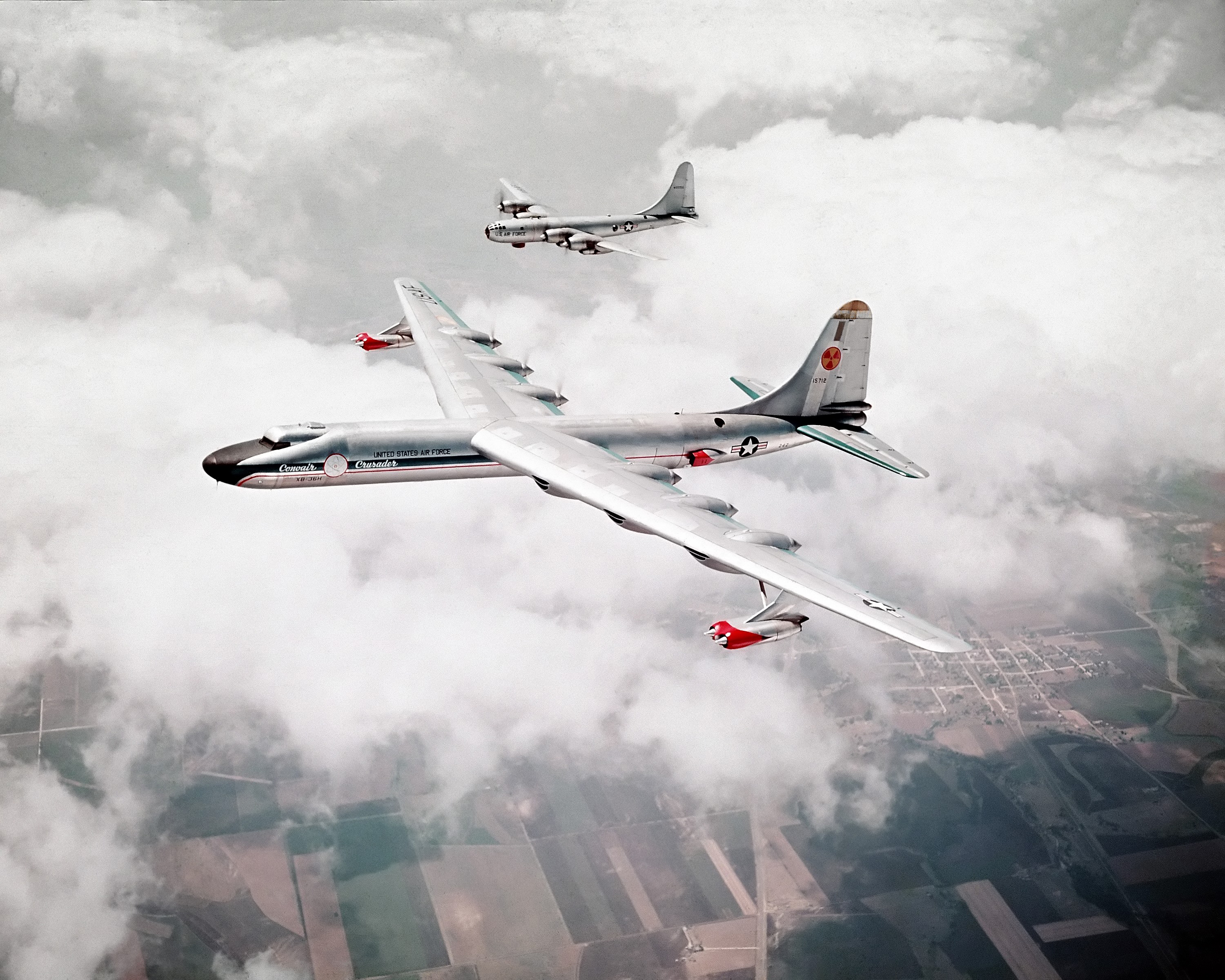
NB-36H

### 派生型

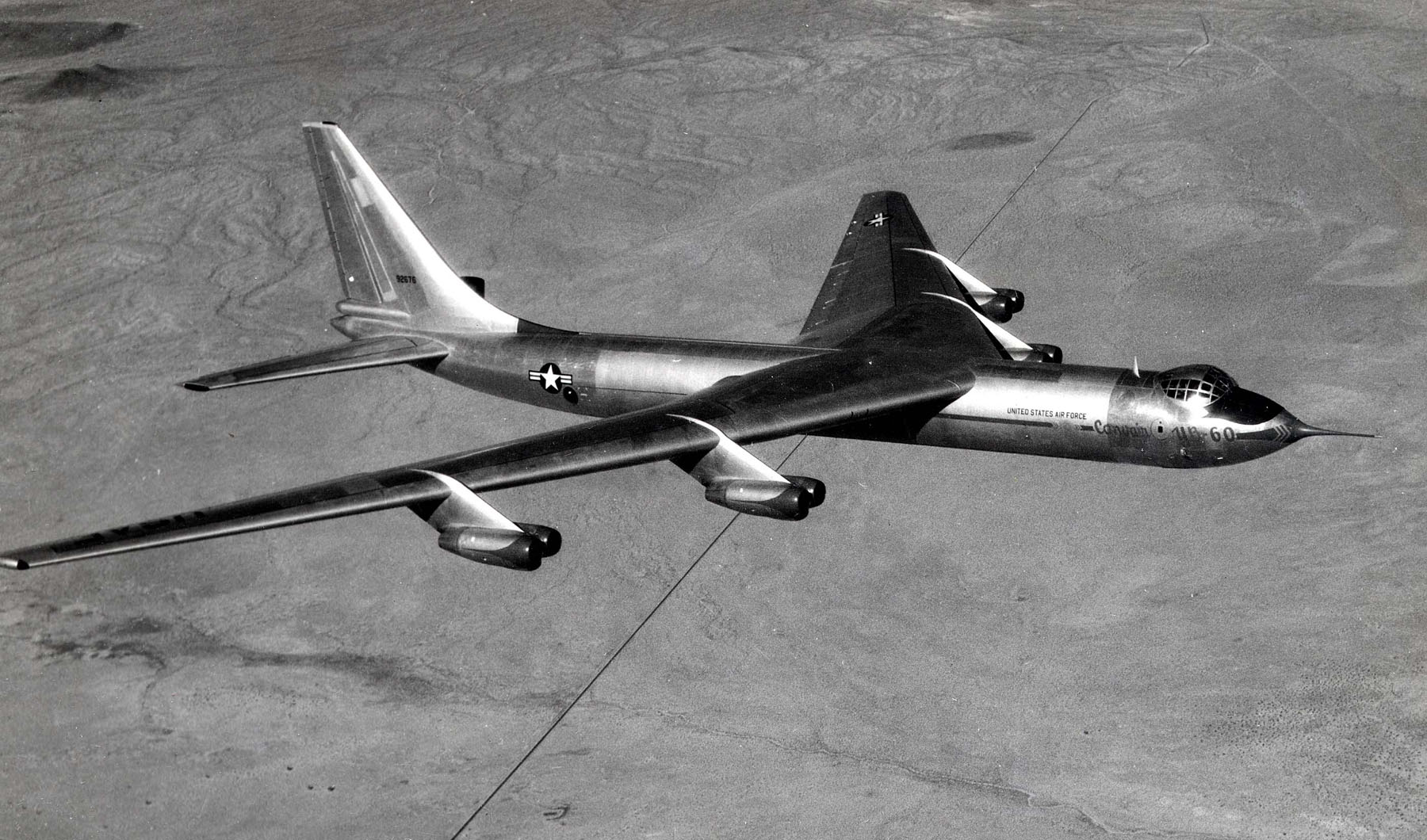
YB-60

YB-36G/YB-60
B-36の主翼と機首の設計を変更し、ターボジェットエンジンを並行双列4基、計8基を搭載して純ジェット機化した機体。制式番号は後にYB-60に改められている。試作機2機が製作されたが、ボーイングB-52との競争試作に敗れ、採用されることは無かった。

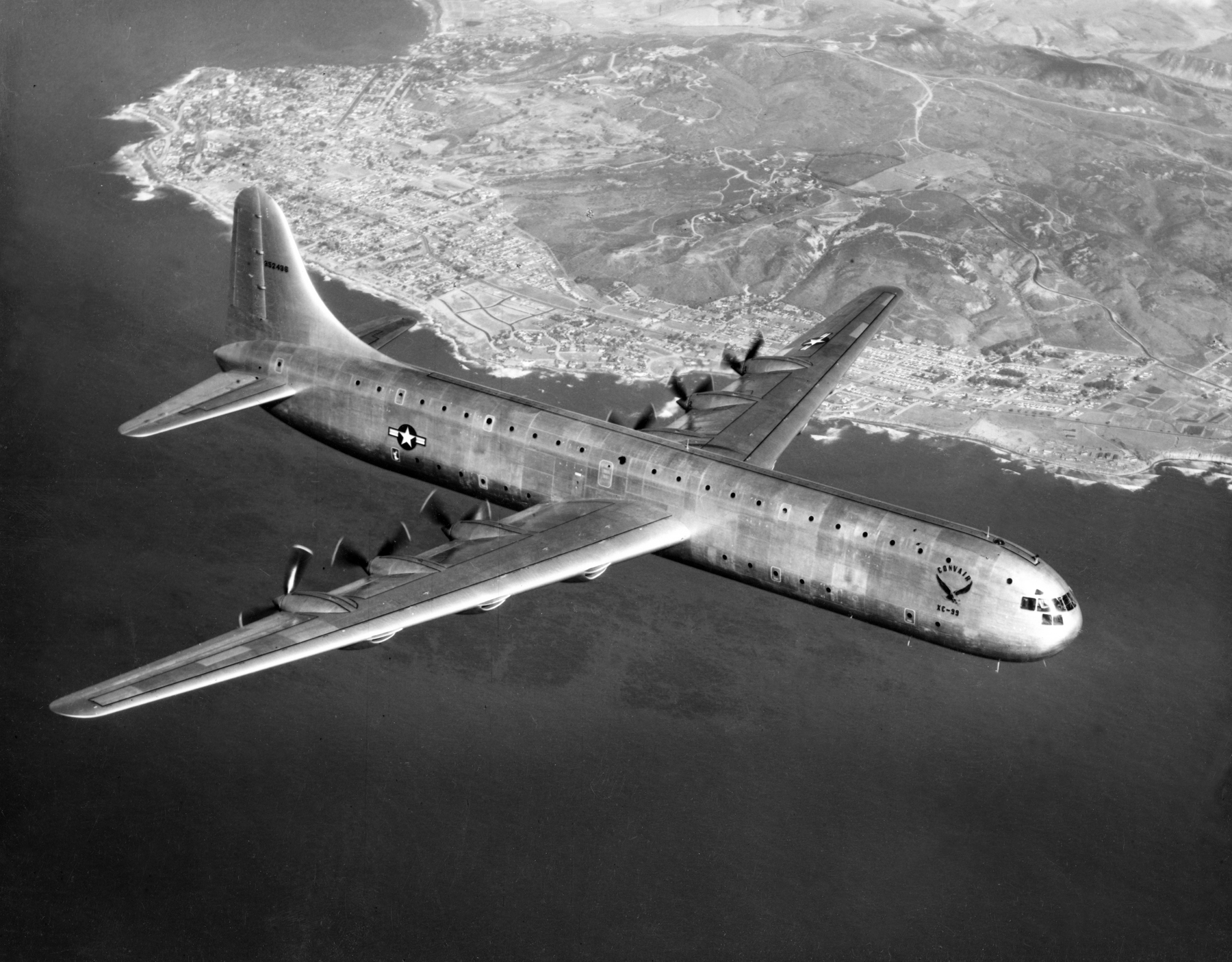
XC-99
B-36の主翼を流用して製作された超大型貨物輸送機。完全武装の兵士400名または貨物45,000キログラムの最大積載能力、航続距離13,000キロメートルは、当時とすれば破格の能力であった。試作機1機のみが製作されたが、テストの後に輸送部隊に実戦配備され、1957年まで実戦機として用いられた。

## 諸元

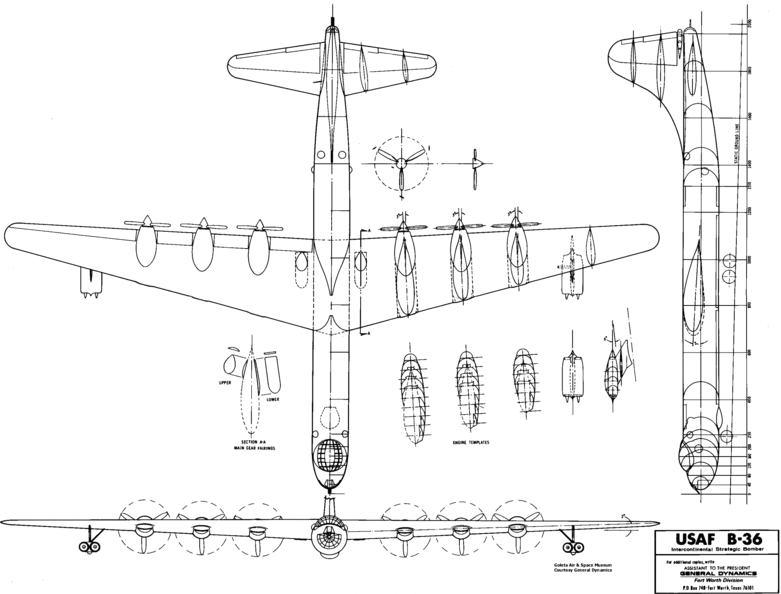
B-36 三面図

| 全長              | 162.1フィート (49.4 m)                                                     | 162.1フィート (49.4 m)                                                     | 162.1フィート (49.4 m)                                                     |
| 全幅              | 230フィート (70 m)                                                         | 230フィート (70 m)                                                         | 230フィート (70 m)                                                         |
| 全高              | 46.8フィート (14.3 m)                                                      | 46.8フィート (14.3 m)                                                      | 46.8フィート (14.3 m)                                                      |
| 翼面積            | 4,772平方フィート (443.3 m2)                                               | 4,772平方フィート (443.3 m2)                                               | 4,772平方フィート (443.3 m2)                                               |
| プロペラ          | ブレード3翅 直径19フィート (5.8 m) ×6                                      | ブレード3翅 直径19フィート (5.8 m) ×6                                      | ブレード3翅 直径19フィート (5.8 m) ×6                                      |
| エンジン          | Pratt & Whitney R-4360-41 空冷四重星形28気筒 (3,500制動馬力 (2,600 kW)) ×6 | Pratt & Whitney R-4360-41 空冷四重星形28気筒 (3,500制動馬力 (2,600 kW)) ×6 | Pratt & Whitney R-4360-41 空冷四重星形28気筒 (3,500制動馬力 (2,600 kW)) ×6 |
| 空虚重量          | 140,640ポンド (63,790 kg)                                                  | 140,640ポンド (63,790 kg)                                                  | 140,640ポンド (63,790 kg)                                                  |
| ミッション        | BASIC MISSION                                                              | MAX BOMB                                                                   | FERRY                                                                      |
| 離陸重量          | 328,000ポンド (149,000 kg)                                                 | 328,000ポンド (149,000 kg)                                                 | 328,000ポンド (149,000 kg)                                                 |
| 戦闘重量          | 227,700ポンド (103,300 kg)                                                 | 189,960ポンド (86,160 kg)                                                  | 178,803ポンド (81,104 kg)                                                  |
| 搭載燃料          | 26,217米ガロン (99,240 L)                                                  | 13,805米ガロン (52,260 L)                                                  | 27,629米ガロン (104,590 L)                                                 |
| 爆弾搭載量        | 10,000ポンド (4,500 kg)                                                    | 86,000ポンド (39,000 kg)                                                   | ―                                                                          |
| 最高速度          | 331ノット (613 km/h) / 34,500フィート (10,500 m)                           | 338ノット (626 km/h) / 34,500フィート (10,500 m)                           | 340ノット (630 km/h) / 34,500フィート (10,500 m)                           |
| 上昇率 (海面高度) | 1,510フィート毎分 (7.7 m/s)                                                | 1,920フィート毎分 (9.8 m/s)                                                | 2,070フィート毎分 (10.5 m/s)                                               |
| 実用上昇限度      | 42,500フィート (13,000 m)                                                  | 43,500フィート (13,300 m)                                                  | 44,100フィート (13,400 m)                                                  |
| 航続距離          | 7,098海里 (13,145 km)                                                      | 2,957海里 (5,476 km)                                                       | 7,659海里 (14,184 km)                                                      |
| 戦闘行動半径      | 3,740海里 (6,930 km)                                                       | 1,757海里 (3,254 km)                                                       | ―                                                                          |
| 武装              | M24A1 20mm機関砲×16 (弾数9,200発)                                          | M24A1 20mm機関砲×16 (弾数9,200発)                                          | M24A1 20mm機関砲×16 (弾数9,200発)                                          |
| 搭載能力          | 上記の爆弾から86,000ポンド (39,000 kg) まで搭載可能                        | 上記の爆弾から86,000ポンド (39,000 kg) まで搭載可能                        | 上記の爆弾から86,000ポンド (39,000 kg) まで搭載可能                        |

| 全長              | 162.1フィート (49.4 m) | 162.1フィート (49.4 m) | 162.1フィート (49.4 m) |
| 全幅              | 230フィート (70 m) | 230フィート (70 m) | 230フィート (70 m) |
| 全高              | 46.8フィート (14.3 m) | 46.8フィート (14.3 m) | 46.8フィート (14.3 m) |
| 翼面積            | 4,772平方フィート (443.3 m2)                                                                                                | 4,772平方フィート (443.3 m2)                                                                                                | 4,772平方フィート (443.3 m2)                                                                                                |
| プロペラ          | ブレード3翅 直径19フィート (5.8 m) ×6                                                                                       | ブレード3翅 直径19フィート (5.8 m) ×6                                                                                       | ブレード3翅 直径19フィート (5.8 m) ×6                                                                                       |
| エンジン          | Pratt & Whitney R-4360-41 空冷四重星形28気筒 (3,500制動馬力 (2,600 kW)) ×6 + General Electric J47-GE-19 (推力：23.13 kN) ×4 | Pratt & Whitney R-4360-41 空冷四重星形28気筒 (3,500制動馬力 (2,600 kW)) ×6 + General Electric J47-GE-19 (推力：23.13 kN) ×4 | Pratt & Whitney R-4360-41 空冷四重星形28気筒 (3,500制動馬力 (2,600 kW)) ×6 + General Electric J47-GE-19 (推力：23.13 kN) ×4 |
| 空虚重量          | 160,974ポンド (73,017 kg)                                                                                                   | 160,974ポンド (73,017 kg)                                                                                                   | 160,974ポンド (73,017 kg)                                                                                                   |
| ミッション        | BASIC MISSION | MAX BOMB | FERRY |
| 離陸重量          | 357,570ポンド (162,190 kg)                                                                                                  | 357,570ポンド (162,190 kg)                                                                                                  | 357,570ポンド (162,190 kg)                                                                                                  |
| 戦闘重量          | 248,410ポンド (112,680 kg)                                                                                                  | 213,200ポンド (96,700 kg)                                                                                                   | 195,021ポンド (88,460 kg)                                                                                                   |
| 搭載燃料          | 28,358米ガロン (107,350 L)                                                                                                  | 15,248米ガロン (57,720 L)                                                                                                   | 30,088米ガロン (113,900 L)                                                                                                  |
| 爆弾搭載量        | 10,000ポンド (4,500 kg) | 86,000ポンド (39,000 kg) | ― |
| 最高速度          | 373ノット (691 km/h) / 34,500フィート (10,500 m)                                                                            | 378ノット (700 km/h) / 34,500フィート (10,500 m)                                                                            | 380ノット (700 km/h) / 34,500フィート (10,500 m)                                                                            |
| 上昇率 (海面高度) | 2,408フィート毎分 (12.23 m/s)                                                                                               | 2,887フィート毎分 (14.67 m/s)                                                                                               | 3,202フィート毎分 (16.27 m/s)                                                                                               |
| 実用上昇限度      | 44,300フィート (13,500 m)                                                                                                   | 45,650フィート (13,910 m)                                                                                                   | 47,500フィート (14,500 m)                                                                                                   |
| 航続距離          | 6,278海里 (11,627 km) | 2,675海里 (4,954 km) | 7,175海里 (13,288 km) |
| 戦闘行動半径      | 3,360海里 (6,220 km) | 1,485海里 (2,750 km) | ― |
| 武装              | M24A1 20mm機関砲×16 (弾数9,200発)                                                                                           | M24A1 20mm機関砲×16 (弾数9,200発)                                                                                           | M24A1 20mm機関砲×16 (弾数9,200発)                                                                                           |
| 搭載能力          | 上記の爆弾から86,000ポンド (39,000 kg) まで搭載可能                                                                         | 上記の爆弾から86,000ポンド (39,000 kg) まで搭載可能                                                                         | 上記の爆弾から86,000ポンド (39,000 kg) まで搭載可能                                                                         |

| 全長              | 162.1フィート (49.4 m) | 162.1フィート (49.4 m) | 162.1フィート (49.4 m) |
| 全幅              | 230フィート (70 m) | 230フィート (70 m) | 230フィート (70 m) |
| 全高              | 46.8フィート (14.3 m) | 46.8フィート (14.3 m) | 46.8フィート (14.3 m) |
| 翼面積            | 4,772平方フィート (443.3 m2)                                                                                                | 4,772平方フィート (443.3 m2)                                                                                                | 4,772平方フィート (443.3 m2)                                                                                                |
| プロペラ          | ブレード3翅 直径19フィート (5.8 m) ×6                                                                                       | ブレード3翅 直径19フィート (5.8 m) ×6                                                                                       | ブレード3翅 直径19フィート (5.8 m) ×6                                                                                       |
| エンジン          | Pratt & Whitney R-4360-53 空冷四重星形28気筒 (3,800制動馬力 (2,800 kW)) ×6 + General Electric J47-GE-19 (推力：23.13 kN) ×4 | Pratt & Whitney R-4360-53 空冷四重星形28気筒 (3,800制動馬力 (2,800 kW)) ×6 + General Electric J47-GE-19 (推力：23.13 kN) ×4 | Pratt & Whitney R-4360-53 空冷四重星形28気筒 (3,800制動馬力 (2,800 kW)) ×6 + General Electric J47-GE-19 (推力：23.13 kN) ×4 |
| 空虚重量          | 166,165ポンド (75,371 kg)                                                                                                   | 166,165ポンド (75,371 kg)                                                                                                   | 166,165ポンド (75,371 kg)                                                                                                   |
| ミッション        | BASIC MISSION | MAX BOMB | FERRY |
| 離陸重量          | 410,000ポンド (190,000 kg)                                                                                                  | 410,000ポンド (190,000 kg)                                                                                                  | 410,000ポンド (190,000 kg)                                                                                                  |
| 戦闘重量          | 262,500ポンド (119,100 kg)                                                                                                  | 230,600ポンド (104,600 kg)                                                                                                  | 190,950ポンド (86,610 kg)                                                                                                   |
| 搭載燃料          | 36,640米ガロン (138,700 L)                                                                                                  | 26,317米ガロン (99,620 L)                                                                                                   | 38,605米ガロン (146,140 L)                                                                                                  |
| 爆弾搭載量        | 10,000ポンド (4,500 kg) | 72,000ポンド (33,000 kg) | ― |
| 最高速度          | 363ノット (672 km/h) / 37,500フィート (11,400 m)                                                                            | 370ノット (690 km/h) / 38,700フィート (11,800 m)                                                                            | 375ノット (694 km/h) / 38,000フィート (12,000 m)                                                                            |
| 上昇率 (海面高度) | 1,995フィート毎分 (10.13 m/s)                                                                                               | 2,360フィート毎分 (12.0 m/s)                                                                                                | 2,940フィート毎分 (14.9 m/s)                                                                                                |
| 実用上昇限度      | 43,600フィート (13,300 m)                                                                                                   | 46,500フィート (14,200 m)                                                                                                   | 50,100フィート (15,300 m)                                                                                                   |
| 航続距離          | ― | ― | 8,200海里 (15,200 km) |
| 戦闘行動半径      | 3,465海里 (6,417 km) | 2,170海里 (4,020 km) | ― |
| 武装              | M24A1 20mm機関砲×2 (弾数1,200発)                                                                                            | M24A1 20mm機関砲×2 (弾数1,200発)                                                                                            | M24A1 20mm機関砲×2 (弾数1,200発)                                                                                            |

## 現存する機体
| 型名                   | 番号     | 機体写真 | 国名                      | 所有者                                | 公開状況 | 保存状態 | 備考           |
| ---------------------- | -------- | -------- | ------------------------- | ------------------------------------- | -------- | -------- | -------------- |
| - YB-36-CF - RB-36E-CF | 42-13571 | [ 15 ]   | アメリカ オハイオ州       | ウォルター・ソプラタ (Walter Soplata) | 要予約   | 静態展示 |                |
| RB-36H-30-CF           | 51-13730 |          | アメリカ カリフォルニア州 | キャッスル航空博物館                  | 公開     | 静態展示 | 製造番号 275。 |
| B-36J-1-CF             | 52-2217  |          | アメリカ ネブラスカ州     | 戦略空軍航空宇宙博物館                | 公開     | 静態展示 | 製造番号 358。 |
| B-36J-1-CF             | 52-2220  |          | アメリカ オハイオ州       | 国立航空宇宙博物館                    | 公開     | 静態展示 | 製造番号 361。 |
| B-36J-10-CF            | 52-2827  |          | アメリカ アリゾナ州       | ピマ航空宇宙博物館                    | 公開     | 静態展示 | 製造番号 383。 |

## 登場作品

### 映画
『戦略空軍命令』
1955年アメリカ映画。B-36の飛行シーンがふんだんに登場する。

### アニメ・漫画
『Project BLUE 地球SOS』
第4話に迷宮機関所属機としてB-36をモデルとした架空機「ブルータス」が登場。バグア遊星人が大気圏外部に張り巡らせたエンゼルヘアー除去に向かう小型宇宙船「スペースボート」の母機を務めるが、バグア遊星人の攻撃を受けてスペースボートを発進させた直後に撃墜される。
『こちら葛飾区亀有公園前派出所』
第52巻第5話「中川サミットIN東京の巻」で中川圭一の伯父・三亀松の友人である航空機マニアの所有物として登場。燃料切れでマリアナ沖で墜落した。
また、同巻第9話「アイスホッケー血戦の巻」では”JAL”ならぬ”GAL”の旅客機として本機が登場する。
『ストラトス・フォー アドヴァンス』
CODE:205（第5話）に天体危機管理機構岐阜基地所属の空中発射母機としてYB-60が登場。対彗星用の次期主力迎撃機「TYPE-559MS」のテスト飛行の際に使用される。
『地球を呑む』
世界規模の恐慌を起こそうとする秘密結社が世界中に金塊を投下するための輸送機として「黒コウモリ」の名称で登場する。

### 小説
『紺碧の艦隊』
作中で『B32 フライングデビル』として登場する機体について、アニメ版・漫画版では、B-36からジェットエンジンを省いた形でデザイン・作画されている。
『巡洋戦艦「浅間」』
劇中にてアメリカに移民したヒトラーのつてによるドイツ人系の技術者の協力により、史実よりも早く出現する。これもジェットエンジンは搭載しておらず、最高速度は600km/hをいくらか越える程度である。
『ミッドナイト・スラスト』
原題「Four Days」 冷戦期、東西の軍事緊張が高まった時期に極秘裏に行われたB-36による米本土夜間爆撃演習を描く。小説ではあるが、史実を下敷きとしている

### ゲーム
『ストライカーズ1945』
アメリカステージにて中ボスとして登場。
『ストライカーズ1945PLUS』
隠し機体であるP-55 アセンダーのサポートアタック（ボム）で登場。爆撃で画面全体を攻撃し、敵弾を消去する。